# Eupithecia lilliputata
Eupithecia lilliputata es una especie de polilla de la familia Geometridae. La especie fue descrita por primera vez por Mironov et al, habiendo sido descrita en 2011, con distribución en China. El holotipo de la especie fue descrito a nivel de la ciudad de Lijiang, provincia de Yunnan.